# 하노이-꽌찌에우선
하노이-꽌찌에우선(베트남어: Đường sắt Hà Nội - Quán Triều / 塘𨫊河內－觀朝)은 베트남의 철도 중 하나이다. 베트남의 수도 하노이의 하노이역과 베트남 동북부의 타이응우옌성의 타이응우옌시(베트남어: Thái Nguyên / 太原)의 꽌찌에우역(베트남어: Ga Quán Triều / Ga 觀朝)을 잇는 75km의 철도이다. 
전체 길이는 75km이며, 자럼역(베트남어: Gia Lâm / 嘉林) - 꽌찌에우역간은 1,000mm (미터 궤간)와 1,435mm (표준궤)의 듀얼 게이지이다.

## 하노이 - 꽌찌에우 노선표
| 역명       | 베트남어 이름 | 한자 이름 | 거리(Km) |
| 하노이     | Hà Nội        | 河內      | 0        |
| 롱비엔     | Long Biên     | 龍編      | 2        |
| 자럼       | Gia Lâm       | 嘉林      | 5        |
| 옌비엔     | Yên Viên      | 安園      | 11       |
| 꼬로아     | Cổ Loa        | 古螺      | 18       |
| 동아인     | Đông Anh      | 東英      | 21       |
| 다푹       | Đa Phúc       | 多福      | 31       |
| 쭝자       | Trung Giã     | 中野      | 40       |
| 포옌       | Phổ Yên       | 普安      | 51       |
| 르엉선     | Lương Sơn     | 梁山      | 60       |
| 류싸       | Lưu Xá        | 劉舍      | 68       |
| 타이응우옌 | Thái Nguyên   | 太原      | 74       |
| 꽌찌에우   | Quán Triều    | 觀朝      | 75       |